# Murata Shōzō

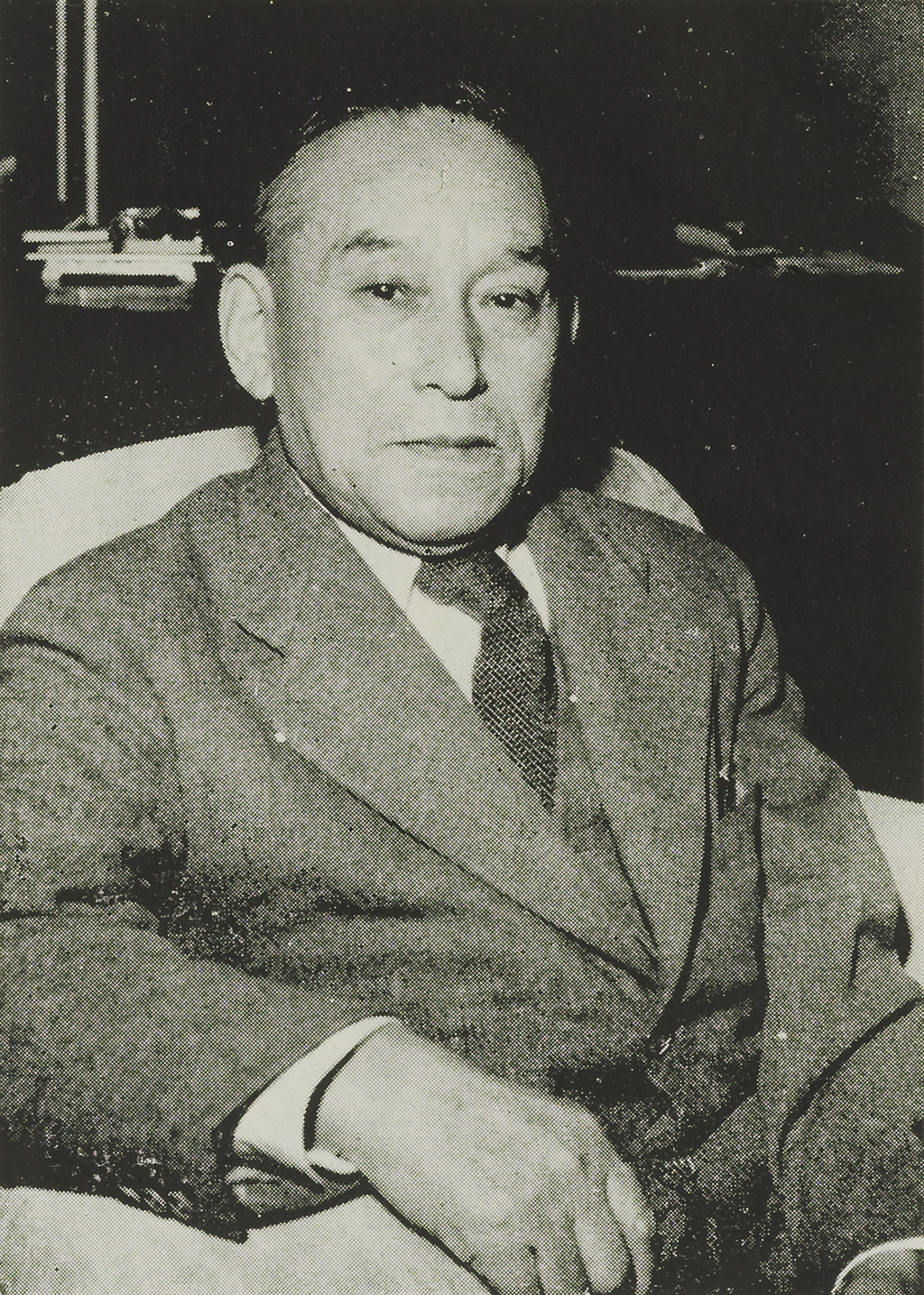
Murata Shōzō

Murata Shōzō (japanisch 村田 省蔵; geboren 6. September 1878 in Tokio; gestorben 15. März 1957 ebenda) war ein japanischer Unternehmer und Politiker.

## Leben und Wirken
Murata Shōzō machte seinen Studienabschluss an der (高等商業学校), der Vorläufereinrichtung der heutigen Hitotsubashi-Universität. Anschließend begann er 1900 eine Arbeit bei der Schifffahrtsgesellschaft „Ōsaka Shōsen“ (大阪商船). Gefördert vom Unternehmenspräsident Nakahashi Tokugorō (中橋 徳五郎; 1861–1934) machte er in dem Unternehmen Karriere und wurde 1934 Nakahashis Nachfolger. 1939 wurde er auf kaiserliche Anweisung in das Oberhaus des Parlaments gewählt und wirkte 1940 als Minister für Kommunikation und Eisenbahn im zweiten Konoe-Kabinett und 1941 im dritten Konoe-Kabinett, wo er eine zentrale Rolle in der Verkehrsverwaltung für Notfälle im Transportwesen spielte. Während des Zweiten Weltkriegs wurde er 1942 als Oberster Berater der Südlichen Militärverwaltung (Nampō gunsei) auf die Philippinen entsandt. 1943 wurde er außerordentlicher und bevollmächtigter Botschafter auf den Philippinen.
Nach dem Krieg wurde Murata wegen des Verdachts, ein Kriegsverbrecher der Klasse A zu sein, festgenommen. Er wurde jedoch 1947 freigelassen und konnte nach 1951 wieder tätig werden. 1954 besuchte er die Philippinen erneut als Hauptbevollmächtigter der japanisch-philippinischen Reparationsverhandlungen und widmete sich den freundschaftlichen Beziehungen zwischen Japan und den Philippinen. Er war auch Vorsitzender der japanischen Seite des „Privathandelsabkommens zwischen Japan und China“ (日中民間貿易協定, Nitchū minkan bōeki kyōtei) und genoss großes Vertrauen auf der chinesischen Seite, auch bei Zhou Enlai. Als Vorsitzender der Japan International Trade Promotion Association (Nihon kokusai boeki sokushin kyōkai) trug er auch zur Handelsförderung bei.
Der Diplomat Fukushima Shintarō (福島 慎太郎; 1907–1987) gab 1969 „Murata Shōzōs nachgelassenes Philippinen-Tagebuch“ (村田省蔵遺稿比島日記, Murata Shōzō ikō Hijima nikki) heraus.